# Wierzba żyłkowana

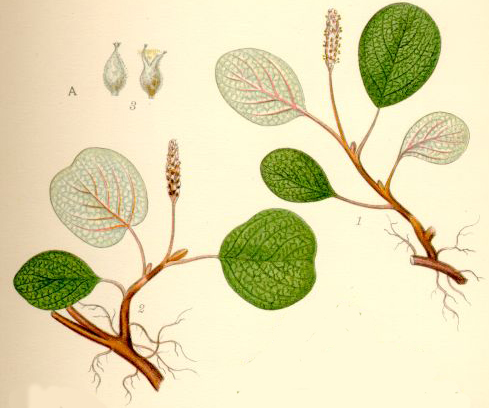
Morfologia

Wierzba żyłkowana (Salix reticulata L.) – gatunek rośliny należący do rodziny wierzbowatych. Występuje w Ameryce Płn., Azji, Europie. W Polsce występuje wyłącznie w Tatrach i na Babiej Górze. Jeden z najmniejszych gatunków wierzby.

## Morfologia
PokrójBardzo mała krzewinka szpalerowa, tworząca gęstą zbitą kępkę o kilkucentymetrowej wysokości.
ŁodygaSłabo połyskujące lub matowe, płożące się gałązki.
PąkiNieliczne, dosyć duże, zaokrąglone i zwężające się ku nasadzie, wskutek czego wyglądają jak gdyby osadzone były na trzonkach.
LiścieOkrągłe lub szerokoeliptyczne, o długości 1,5–2 cm, całobrzegie, u nasady zaokrąglone lub sercowate, grube. Z wierzchu ciemnozielone i pomarszczone, spodem szarozielone. Charakterystyczną cechą gatunkową jest wyraźnie zaznaczona nerwacja liści. Liście pokryte woskiem, chroniącym przed nadmiernym parowaniem.
KwiatyRoślina dwupienna. Kwiaty zebrane w kotki o jednobarwnych łuskach (przysadkach). Kwiaty męskie mają po 2 wolne pręciki, kwiaty żeńskie pojedyncze, siedzące słupki z krótką szyjką i rozdwojonym znamieniem. Miodniki (po 2 w każdym kwiatku) tworzą zwarty, nierówno wcinany pierścień. Zarówno słupki, jak i nitki pręcików są owłosione.

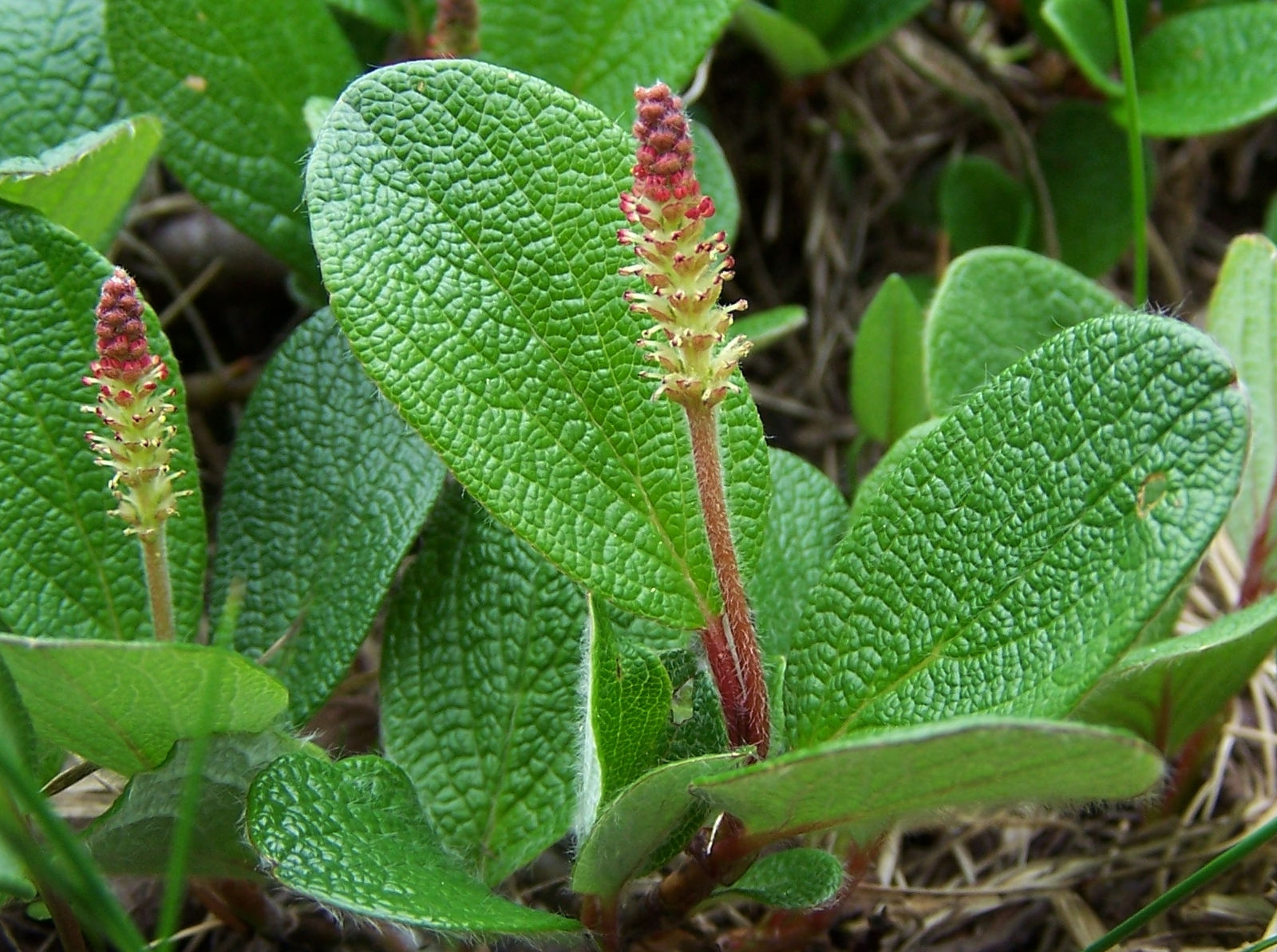
Kwitnący pęd
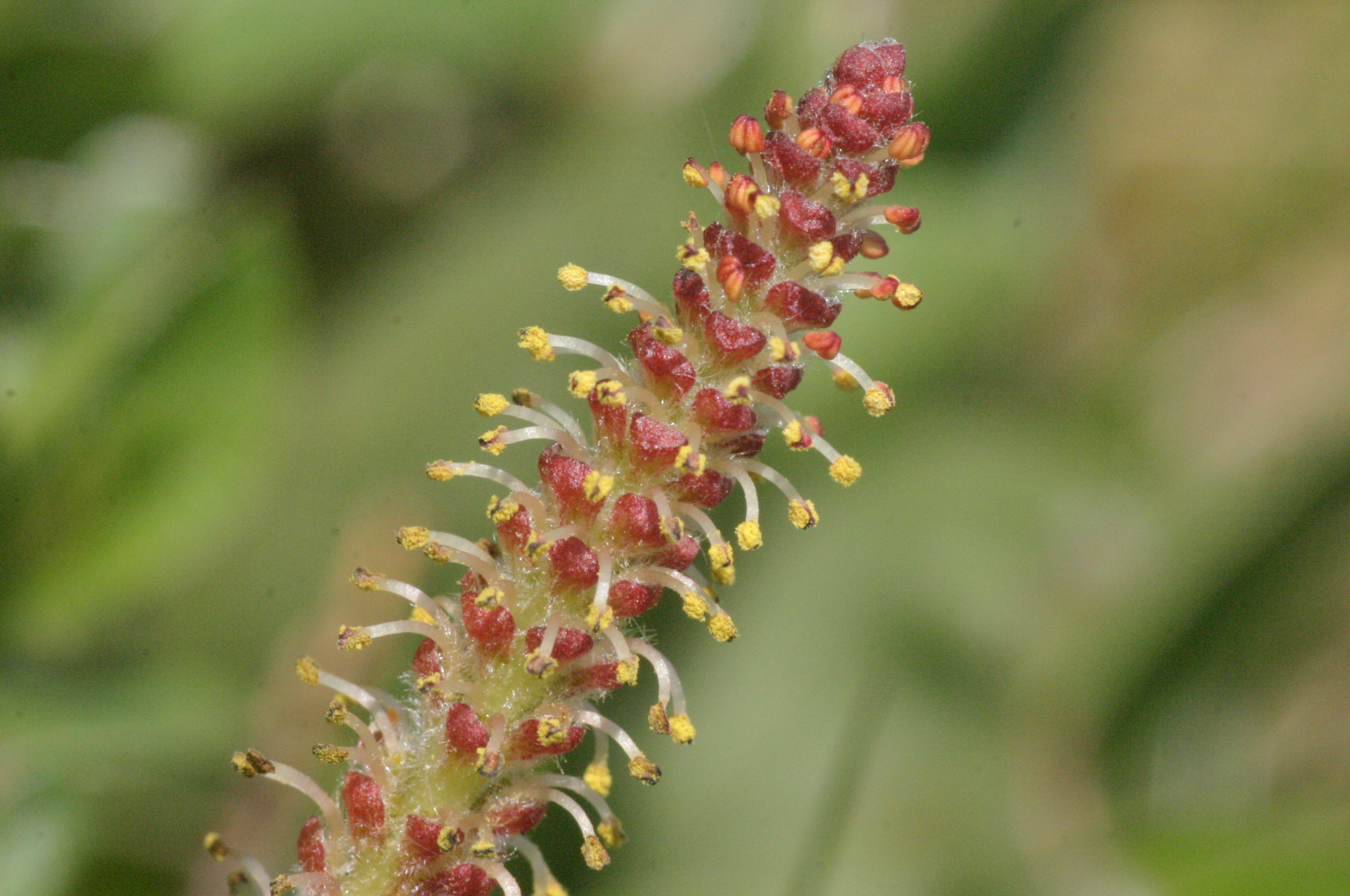
Kwiaty męskie
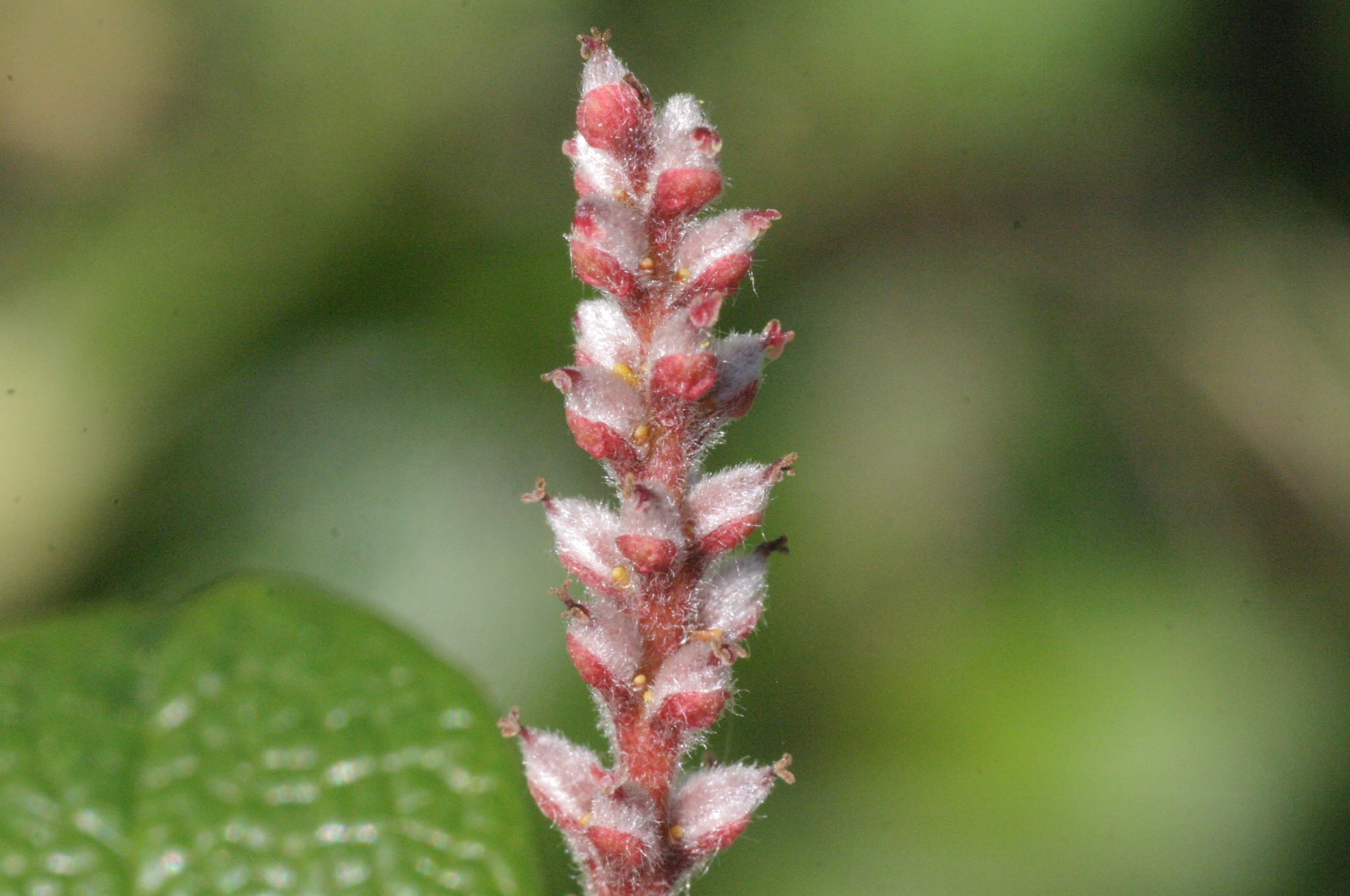
Kwiaty żeńskie
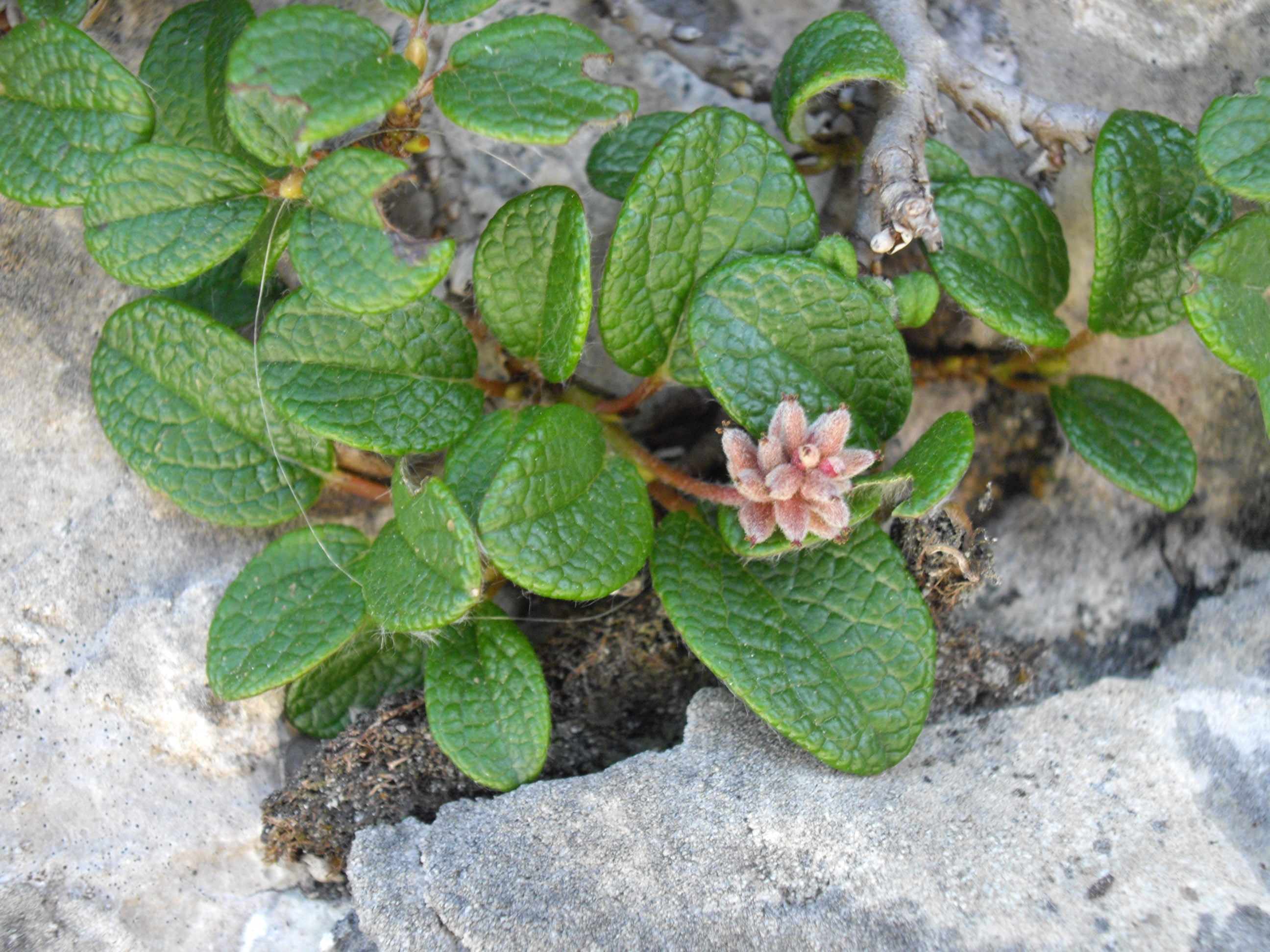
Pęd z owocami

## Biologia i ekologia
- Rozwój: roślina wieloletnia. Kwitnie od lipca do sierpnia, jest owadopylna.
- Siedlisko: roślina wysokogórska, występuje w kosówce i piętrze alpejskim. Bardzo rzadko w reglu górnym. Rośnie na skałkach, murawach, wyleżyskach. Jest reliktem glacjalnym[8].
- W klasyfikacji zbiorowisk roślinnych gatunek charakterystyczny dla rzędu (O.) Arabidetalia coeruleae i Ass. Salicetum retuso-reticulatae[9].

## Zmienność
Tworzy mieszańce z innymi gatunkami karłowatych wierzb: w. alpejską, w. czerniejącą, w. lapońską, w. oszczepowatą, w. wykrojoną, w. zielną.